# Запружаны (Браславский район)
Запружаны (бел. Запружаны) — деревня в Браславском районе Витебской области Беларуси. Входит в состав Тетерковского сельсовета.

## География
Деревня находится в западной части Витебской области, к северу от озера Иново, на расстоянии приблизительно 12 километров (по прямой) к юго-востоку от города Браслав, административного центра района. Абсолютная высота — 158 метров над уровнем моря. Площадь населённого пункта — 0,1302 км².

## История
По состоянию на 1905 год, в деревне проживало 174 человека (92 мужчин и 82 женщин). В административном отношении входила в состав Иодской волости Дисненского уезда Виленской губернии.
В 1921 году входила в состав гмины Йоды Дисенского повета Виленского воеводства Второй Польской республики. Числилось 100 жителей (75 мужчин и 83 женщины), проживавших в 19 домах. В этническом составе населения того периода поляки составляли 99 %, белорусы — 1 %. В конфессиональном составе населения преобладали католики (77 %), также были представлены православные христиане (23 %).

## Население
По данным переписи 2019 года, в деревне проживало 10 человек.
| Год  | Население, человек |
| ---- | ------------------ |
| 1905 | 174                |
| 1921 | ↘ 100              |
| 2009 | ↘ 12               |
| 2019 | ↘ 10               |